# Tumen (Yanbian)
Koordinaten: 42° 58′ N, 129° 50′ O
Tumen (图们市 Túmén Shì) ist eine kreisfreie Stadt im Autonomen Bezirk Yanbian der Koreaner in der Provinz Jilin der Volksrepublik China. Das Verwaltungsgebiet von Tumen hat eine Fläche von 1.133 km² und 134.452 Einwohner (Stand: Zensus 2010). Auf einer Länge von 60,6 km grenzt Tumen an Nordkorea. Die Grenze verläuft in der Mitte des Flusses Tumen Jiang. Tumen ist seit März 1965 eine kreisfreie Stadt.

## Administrative Gliederung
Auf Gemeindeebene setzt sich Tumen aus drei Straßenvierteln und vier Großgemeinden zusammen. Diese sind:
- Straßenviertel Xiangshang (向上街道), 4,32 km², 26.745 Einwohner;
- Straßenviertel Xinhua (新华街道), 6,3 km², 23.205 Einwohner, Zentrum, Sitz der Stadtregierung;
- Straßenviertel Yuegong (月宫街道), 4,32 km², 25.864 Einwohner;
- Großgemeinde Yueqing (月晴镇), 328,95 km², 14.102 Einwohner;
- Großgemeinde Shixian (石砚镇), 202,3 km², 22.297 Einwohner;
- Großgemeinde Chang’an (长安镇), 234,7 km², 9.903 Einwohner;
- Großgemeinde Liangshui (凉水镇), 370,74 km², 13.214 Einwohner.

## Ethnische Gliederung der Bevölkerung (2000)
Beim Zensus im Jahr 2000 hatte Tumen 132.368 Einwohner.
| Name des Volkes | Einwohner | Anteil  |
| --------------- | --------- | ------- |
| Koreaner        | 69.426    | 52,45 % |
| Han             | 60.385    | 45,62 % |
| Mandschu        | 2.033     | 1,54 %  |
| Hui             | 322       | 0,24 %  |
| Mongolen        | 155       | 0,12 %  |
| Sonstige        | 47        | 0,04 %  |

## Infrastruktur
Tumen liegt an der 2015 eröffneten Schnellfahrstrecke Jilin-Tumen-Hunchun, die mit der 2010 eröffneten  Eisenbahnstrecke Changchun–Hunchun–Wladiwostok verbunden ist. Über die 1932 eröffnete Tumen-Eisenbahnbrücke ist Tumen mit dem Netz der Koreanischen Staatsbahn verbunden. Die 1941 erbaute und zwischen 2017 und 2021 erneuerte und erweiterte Tumen-Namyang-Brücke verbindet Tumen mit dem gegenüberliegenden Namyang und dadurch mit dem nordkoreanischen Straßennetz.